# Gangteng Tulku Rinpocze Rikdzin Künsang Pema Namgjal
Gangteng Tulku Rinpocze Rikdzin Künsang Pema Namgjal (tyb.: རིག་འཛིན་ཀུན་བཟང་པདྨ་རྣམ་རྒྱལ; Wylie: rig ’dzin kun bzang padma rnam rgyal; ur. 1955) – mistrz buddyzmu tybetańskiego bhutańskiej narodowej tradycji ningma zwanej Peling (Wylie: pad gling). Opat klasztoru Gangteng (dzongkha: སྒང་སྟེང་དགོན་པ; Wylie: sgang steng dgon pa) w Bhutanie w dystrykcie Wangdue Phodrang, największego prywatnego klasztoru w Królestwie Bhutanu.

## Życiorys
Rinpocze urodził się 17 grudnia 1955 w okolicy Trongsa w Bhutanie. W dzieciństwie został rozpoznany przez XVI Karmapę Rangdziunga Rigpe Dordże (Wylie: rang ‘byung rig pa’i rdo rje; 1924–1981), Dudzioma Rinpocze Dżigdral Jesie Dordże (Wylie: bdud 'joms 'jigs bral ye shes rdo rje; 1904–1987) oraz Dilgo Khjentse Rinpocze (Wylie: dil mgo mkhyen brtse; 1910–1991) jako dziewiąty tulku (Wylie: sprul sku) w linii Gangtengów Tulku Rinpoczów, zwanych również Peling Gjalse Rinpoczami (Wylie: pad gling rgyal sras). Głównymi nauczycielami Rinpoczego byli m.in. Dudziom Rinpocze Dżigdral Jesie Dordże, Dilgo Khyentse Rinpocze, Dzie Khenpo Tendzin Töndrup (Wylie: Rje mkhan-po bstan 'dzin don sgrub), Czatral Rinpocze (Wylie: Bya-bral Sangs-rgyas Rdo-rje; ur. 1913). Jest przyjmowany przez rodzinę królewską Bhutanu jako zwierzchnik religijny. Naucza zbioru wszystkich term Pema Lingpy (Wylie: Pad gling gter chos). Dzogczen przekazuje głównie według kompletnej termy Pema Lingpy zwanej „Dzogczen – Suma Intencji Samantabhadry” (Wylie: Rdzogs chen kun bzang dgongs ’dus). Jest on założycielem międzynarodowej wspólnoty praktykujących tradycję Peling zwanej „Yeshe Khorlo”, która działa również w Polsce od roku 2007.